# بورژ
بورژ (به فرانسوی: Bourges) شهری در شهرستان شر (Cher) در ناحیه سانتر (Centre) با جمعیت ۷۰٬۸۲۸ نفر در کشور فرانسه واقع شده‌است.